# BIOFIN
 (avril 2025).
La mise en forme du texte ne suit pas les recommandations de Wikipédia : il faut le « wikifier ».
Les points d'amélioration suivants sont les cas les plus fréquents :
- Les titres sont pré-formatés par le logiciel. Ils ne sont ni en capitales, ni en gras.
- Le texte ne doit pas être écrit en capitales (les noms de famille non plus), ni en gras, ni en italique, ni en « petit »…
- Le gras n'est utilisé que pour surligner le titre de l'article dans l'introduction, une seule fois.
- L'italique est rarement utilisé : mots en langue étrangère, titres d'œuvres, noms de bateaux, etc.
- Les citations ne sont pas en italique mais en corps de texte normal. Elles sont entourées par des guillemets français : « et ».
- Les listes à puces sont à éviter, des paragraphes rédigés étant largement préférés. Les tableaux sont à réserver à la présentation de données structurées (résultats, etc.).
- Les appels de note de bas de page (petits chiffres en exposant, introduits par l'outil «  Source ») sont à placer entre la fin de phrase et le point final[comme ça].
- Les liens internes (vers d'autres articles de Wikipédia) sont à choisir avec parcimonie. Créez des liens vers des articles approfondissant le sujet. Les termes génériques sans rapport avec le sujet sont à éviter, ainsi que les répétitions de liens vers un même terme.
- Les liens externes sont à placer uniquement dans une section « Liens externes », à la fin de l'article. Ces liens sont à choisir avec parcimonie suivant les règles définies. Si un lien sert de source à l'article, son insertion dans le texte est à faire par les notes de bas de page.
- La présentation des références doit suivre les conventions bibliographiques. Il est recommandé d'utiliser les modèles {{Ouvrage}}, {{Chapitre}}, {{Article}}, {{Lien web}} et/ou {{Bibliographie}}. Le mode d'édition visuel peut mettre en forme automatiquement les références.
- Insérer une infobox (cadre d'informations à droite) n'est pas obligatoire pour parachever la mise en page.

Pour une aide détaillée, merci de consulter Aide:Wikification.
Si vous pensez que ces points ont été résolus, vous pouvez retirer ce bandeau et améliorer la mise en forme d'un autre article.
BIOFIN (Biodiversity Finance Initiative) est un programme mondial lancé en 2012 par le Programme des Nations unies pour le développement (PNUD). Son objectif principal est de combler le déficit de financement de la biodiversité en aidant les pays à atteindre leurs objectifs nationaux en matière de conservation de la biodiversité. Pour ce faire, il mobilise de nouvelles ressources financières, optimise l'utilisation des fonds existants et réoriente les ressources provenant d'activités nuisibles à la biodiversité vers des initiatives favorables à la nature. BIOFIN travaille en collaboration avec les gouvernements, les secteurs privé et financier, la société civile et les communautés vulnérables afin de stimuler les investissements dans la nature et de promouvoir le développement durable.
BIOFIN opère au sein du Centre pour la nature du PNUD, une division du Bureau d'appui aux stratégies et programmes (BPPS). Il s'agit de l'une des initiatives phares du programme « Nature Pledge : For People, For Planet » du PNUD, un engagement mondial visant à intégrer la nature dans les efforts de développement. Cet engagement vise à garantir un avenir durable, équitable et inclusif en favorisant une transition verte qui profite à la fois aux populations et à la planète.
BIOFIN soutient la conservation de la biodiversité et, ce faisant, contribue à la réalisation de l’ensemble des Objectifs de Développement Durable, en reconnaissant que la nature est essentielle à l’accomplissement de chacun d’entre eux. L’initiative est également étroitement alignée avec le Cadre mondial de la biodiversité, qui établit 23 cibles mondiales pour des actions urgentes d’ici 2030 afin d’enrayer et d’inverser la perte de biodiversité. Bien que la réalisation de l’ensemble de ces cibles nécessite des ressources financières, les cibles 14, 15, 16, 18 et 19 ont un lien direct avec le financement de la biodiversité.

## Historique
BIOFIN a été lancé en 2012 lors de la 11e Conférence des Parties à la Convention sur la diversité biologique (CBD COP 11) par le PNUD et la Commission européenne.
La création de BIOFIN a été motivée par la nécessité urgente de combler le déficit mondial de financement de la biodiversité, estimé à 700 milliards de dollars par an. Ce déficit souligne l’importance de mettre en place des mécanismes de financement pour préserver la biodiversité et atteindre les objectifs mondiaux. En réponse à ce défi, BIOFIN a été lancé afin de réorienter les ressources financières provenant de sources diverses vers la réalisation des objectifs nationaux et mondiaux en matière de biodiversité.

## Mission et objectifs
BIOFIN a été développé pour offrir aux gouvernements une méthodologie complète, afin de lever les obstacles empêchant de combler le déficit de financement de la biodiversité. Sa mission principale est de doter les pays des outils et des stratégies nécessaires pour surmonter ces défis et atteindre leurs objectifs de conservation de la biodiversité.
BIOFIN se concentre sur la mobilisation de ressources financières provenant de sources diverses, notamment les fonds publics, les investissements privés et les mécanismes de financement innovants. En mobilisant ces ressources, en évitant des coûts futurs, en réorientant les dépenses et en améliorant l’efficacité des actions, BIOFIN vise à contribuer à la réduction du déficit annuel estimé à 700 milliards de dollars pour le financement de la biodiversité.

## Caractéristiques clés
L'initiative soutient l'élaboration de plans nationaux de financement de la biodiversité dans 133 pays. Ces plans, qui s'appuient sur des évaluations détaillées, comprennent 10 à 15 solutions de financement prioritaires adaptées aux besoins de chaque pays, sélectionnées parmi une liste exhaustive de plus de 150 options identifiées. Ces solutions visent à garantir et à renforcer le financement de la biodiversité dans le pays. L'ensemble plus large des 150 solutions de financement est compilé dans le Catalogue BIOFIN des solutions de financement, un référentiel en ligne qui fournit une liste détaillée des outils, instruments et stratégies applicables au financement de la biodiversité.
En plus de son accent sur le financement de la biodiversité, BIOFIN se distingue des autres initiatives en adoptant une approche ascendante et en mettant l’accent sur le renforcement des capacités. BIOFIN joue un rôle crucial dans le développement des compétences locales et dans la promotion d’un sentiment d’appropriation des stratégies de financement de la biodiversité. Cette approche garantit une durabilité à long terme et une alignement avec les priorités nationales.

## Méthodologie
La méthodologie BIOFIN offre un cadre structuré permettant aux pays de concevoir et de mettre en œuvre des solutions financières efficaces pour la biodiversité. Ce processus comprend six étapes clés :
1. Préparation et lancement de l’initiative
Dès réception d’une demande officielle d’un gouvernement pour élaborer un Plan de financement de la biodiversité (PFB) et si les financements sont disponibles, BIOFIN, en coordination avec le Bureau national du PNUD, lance le projet en recrutant une équipe nationale d’experts. Ces experts ont pour mission de renforcer les capacités locales et de garantir le développement de solutions adaptées au contexte national. Un Comité de pilotage national est ensuite mis en place, réunissant des acteurs issus des secteurs public, privé et financier, ainsi que des organisations non gouvernementales (ONG) et de la société civile. Le Ministère des Finances co-préside généralement ce comité aux côtés du Ministère de l’Environnement. Cette approche multi-acteurs garantit une large appropriation du projet et un alignement solide avec les priorités nationales.
2. L’Analyse des Politiques et des Institutions (API)
L ‘Analyse des Politiques et des Institutions (API) examine le cadre politique et institutionnel du financement de la biodiversité au sein du pays. Il vise à identifier les acteurs clés, évaluer les politiques existantes, proposer des solutions financières préliminaires et examiner l’environnement favorable à la mise en œuvre de ces solutions. Cette étape constitue une base solide pour formuler des recommandations exploitables et adaptées au contexte national.
3. L’Analyse des Dépenses liées à la Biodiversité (ADB)
L’ Analyse des Dépenses liées à la Biodiversité (ADB) examine les dépenses liées à la biodiversité dans les secteurs public et privé, en étudiant les tendances passées, actuelles et projetées des dépenses afin d’évaluer les flux financiers dédiés à la biodiversité. En examinant l’alignement des dépenses avec les priorités politiques et en identifiant les lacunes ou inefficacités, l’ADB offre une vue d’ensemble complète de l’allocation des ressources financières. Il met également en lumière des opportunités pour améliorer l’efficacité des dépenses et renforcer le financement de la biodiversité.
4. Évaluation des Besoins Financiers (EBF)
L’Évaluation des Besoins Financiers (EBF) estime les ressources financières nécessaires pour atteindre les objectifs nationaux en matière de biodiversité, souvent alignés sur la Stratégie et Plan d’action nationaux pour la biodiversité (SPANB) du pays. Cette étape permet d’identifier les lacunes de financement, de mettre en évidence les investissements nécessaires pour atteindre les objectifs fixés et de proposer des solutions financières rentables.
5. Plan de financement de la biodiversité (PFB)
Les résultats des évaluations API, ADB et EBF, qui s’étendent généralement sur 1 à 2 ans, aboutissent à l’élaboration d’un Plan de financement de la biodiversité (PFB). Le PFB est un plan financier ambitieux et adapté au contexte national qui soutient les objectifs nationaux en matière de biodiversité ainsi que ceux de la Convention sur la diversité biologique (CDB). Son développement prend généralement un an et permet d’identifier et de prioriser un ensemble de solutions financières innovantes et traditionnelles, adaptées aux besoins spécifiques du pays, tout en assurant une appropriation par le gouvernement et une validation par la société civile et le secteur privé. L’objectif ultime est de combler le déficit de financement de la biodiversité. Une ressource clé dans ce processus est le Catalogue des solutions de financement, un référentiel en ligne exhaustif répertoriant des instruments financiers, des mécanismes et des stratégies applicables au financement de la biodiversité. Ce catalogue fournit des outils pratiques permettant aux pays d’explorer et de mettre en œuvre des solutions adaptées.
6. Mise en œuvre
Une fois le Plan de financement de la biodiversité (PFB) élaboré et si des financements sont disponibles, les pays passent à la phase de mise en œuvre. Cette étape se concentre sur l’exécution des solutions financières prioritaires identifiées dans le PFB, l’engagement des parties prenantes, la mobilisation des ressources, ainsi que le suivi des progrès afin de garantir une durabilité et un impact à long terme.
La méthodologie BIOFIN intègre également les considérations liées au changement climatique et au genre comme des éléments essentiels de la planification du financement de la biodiversité. Le changement climatique est pris en compte en intégrant ses impacts et ses stratégies d’atténuation dans les processus de planification financière, tandis que l’égalité des genres est encouragée à travers des approches sensibles au genre visant à générer des résultats positifs et à réduire les inégalités. Ces thèmes transversaux sont intégrés afin de garantir que les solutions de financement de la biodiversité soient à la fois environnementalement durables et socialement inclusives.

## Mise en œuvre et portée
Au niveau national, la méthodologie BIOFIN est mise en œuvre dans 133 pays depuis 2024. L'initiative aide les gouvernements à élaborer des stratégies de financement de la biodiversité adaptées à leur contexte et à leurs priorités. Cela comprend 91 nouveaux pays ajoutés au programme, en plus des 41 pays initiaux. L'Ukraine a notamment été récemment ajoutée au cadre de l'élargissement de la portée de l'initiative.
La rédaction d'un plan de financement de la biodiversité (BFP) suit une méthodologie graduelle, garantissant que chaque pays participant dispose d'un cadre solide et adapté à son contexte pour financer efficacement la conservation de la biodiversité.